# Выборнова, Валентина Васильевна
Валентина Васильевна Выборнова (род. 27 января 1927, Рязанская область) — философ, доктор философских наук (1982), профессор (1986).

## Биография
Окончила Московский государственный педагогический университет (1951). Преподаватель истории Среднеазиатского технического техникума города Чкаловсква (1951—1958), младший научный сотрудник (1958—1959), аспирант (1959—1962), старший научный сотрудник (1962—1967), заведующий сектора социологических исследований Института философии и права АН Таджикская ССР (1987—1993).
Живет и работает в Москве с 1993 года.
Она проводила исследования по вопросам научной теории, исторического материализма и социологии. Основная тема исследования Валентина Васильевна была анализ теоретических и практических сторон труда в социалистическом обществе. Автор более 70 научных работ.

## Труды
- Коллективизм и взаимопомощь: один за всех, все за одного. Д., 1965;
- Новые формы участия общественности в управлении производством. Д., 1967 (в соавторстве);
- Работа является фактором жизни. Д., 1975;
- Стиль руководства. Д., 1977;
- Теоретические проблемы развития социалистического труда. Д., 1981.